# Peter Novak (strojnik)
Peter Novak, slovenski strojni inženir strokovnjak za toplotno tehniko in energetiko, urednik, * 27. april 1937, Novo mesto, † 21. marec 2022.

## Življenje in delo
Novak je leta 1961 diplomiral na ljubljanski FS in 1975 doktoriral na FS v Beogradu. Od 1961 je bil predavatelj na ljubljanski FS, od 1984 redni profesor; predaval je tudi v Mariboru in Sarajevu. Novak je pripravil osnovne gradbeniške standarde za toplotno zaščito zgradb za Slovenijo (1985) in Jugoslavijo (1987). Bil je med organizatorji vseslovenske konference o energiji, ekologiji in varčevanju, ki je leta 1987 uveljavila politiko ničelne rasti primarne energije v Sloveniji. Uredil je zbornik Strategija varstva okolja v Sloveniji (1990), leta 1991 pa je postal glavni urednik Strojniškega vestnika. V raziskovalnem delu se je Novak posvečal prenosu toplote in snovi v stavbah ter tehničnim napravam v njih, uvajal uporabo sončne energije v Sloveniji in Jugoslaviji ter sodeloval pri načrtovanju razvoja energetike. Njegovi predmeti so bili: ogrevanje, hlajenje in klimatizacija, obnovljivi viri energije in varstvo okolja. Bil je tudi dekan FS Univerze v Ljubljani (1991-95) ter ustanovitelj, organizator in prvi dekan Visoke šole za tehnologije in sisteme (zdaj FS) v Novem mestu. Bil je mentor 20 doktorandom in več kot 300 inženirjem strojništva. Imenovan je bil za zaslužnega profesorja Univerze v Novem mestu.  
Inovativni sta njegovi krivulja in formula v pravilniku o dopustnih toplotnih izgubah zgradb iz leta 1979, v katerega je vključil – in jih definiral – bistvene elemente za porabo energije v stavbah: faktor oblike, stopnjo izolacije in velikost ter vrsto zasteklitve.in  gradbeniške standarde za toplotno zaščito stavb.
Tudi v pokoju je profesor Novak nadaljeval s promocijo varstva okolja, učinkovite rabe in obnovljivih virov energije doma in v tujini, slovenskim podjetjem je ponudil inovativne rešitve na področju učinkovite rabe energije v stavbah. Na podlagi njegove rešitve je Mercator v svojih trgovskih centrih kot prvi v Evropi uporabil izpodrivno prezračevanje, MIK iz Celja pa v svoja okna vgrajuje njegovo rešitev lokalnega sistema prezračevanja. Do konca življenja je komentiral aktualno energetsko problematiko v različnih medijih.
Bil je častni predsednik Slovenskega društva za sončno energijo. Zveza strojnih inženirjev Slovenije mu je 2011 podelila nagrado za življenjsko delo. Več kot dvanajst let je bil član sveta za varstvo okolja, bil je predsednik komisije za klimatizacijo in član znanstvenega sveta na Mednarodnem inštitutu za hlajenje IIR, podpredsednik znanstvenega sveta pri Evropski agenciji za okolje in podpredsednik Zveze evropskih združenj za gretje, prezračevanje in klimatizacijo REHVA. Bil je tudi častni član Ameriškega združenja za ogrevanje, hlajenje in klimatizacijo ASHRAE.